# Campeonato Mundial de Taekwondo de 2001
O Campeonato Mundial de Taekwondo de 2001 foi a 15ª edição do evento, organizado pela Federação Mundial de Taekwondo (WTF) entre 1 de novembro a 7 de novembro de 2001. A competição foi realizada no Halla Gymnasium, em Jeju, Coreia do Sul. 

## Resultados
Os resultados foram os seguintes. 
Masculino
| Evento        | Ouro                             | Prata                        | Bronze                              |
| Até 54 kg     | Coreia do Sul Choi Yeon-ho       | Taipé Chinesa · Chu Mu-yen   | Espanha · Juan Antonio Ramos        |
| Até 54 kg     | Coreia do Sul Choi Yeon-ho       | Taipé Chinesa · Chu Mu-yen   | Filipinas · Roberto Cruz            |
| Até 58 kg     | Irão Behzad Khodadad             | Uzbequistão · Eduard Khegai  | Rússia · Seyfula Magomedov          |
| Até 58 kg     | Irão Behzad Khodadad             | Uzbequistão · Eduard Khegai  | Coreia do Sul Kim Dae-ryung         |
| Até 62 kg     | Coreia do Sul Kang Nam-won       | Estados Unidos · Peter López | Japão · Kiyoteru Higuchi            |
| Até 62 kg     | Coreia do Sul Kang Nam-won       | Estados Unidos · Peter López | Espanha · Miguel Toledo             |
| Até 67 kg     | Azerbaijão · Niyamaddin Pashayev | Itália · Carlo Molfetta      | Turquia · Abdullah Sertçelik        |
| Até 67 kg     | Azerbaijão · Niyamaddin Pashayev | Itália · Carlo Molfetta      | República Dominicana · Luis Benítez |
| Até 72 kg     | Estados Unidos · Steven López    | Dinamarca · Jesper Roesen    | México · José Luis Ramírez          |
| Até 72 kg     | Estados Unidos · Steven López    | Dinamarca · Jesper Roesen    | Grécia · Athanasios Balilis         |
| Até 78 kg     | França · Mamedy Doucara          | Egito · Mahmoud Napelion     | Turquia · Bekir Aydın               |
| Até 78 kg     | França · Mamedy Doucara          | Egito · Mahmoud Napelion     | Polónia · Marcin Chorzelewski       |
| Até 84 kg     | Turquia · Bahri Tanrıkulu        | França · Mickaël Borot       | Espanha · Jon García                |
| Até 84 kg     | Turquia · Bahri Tanrıkulu        | França · Mickaël Borot       | Coreia do Sul Kim Kyong-hun         |
| Mais de 84 kg | Países Baixos · Ferry Greevink   | Irão Hadi Afshar             | Croácia · Mici Kuzmanović           |
| Mais de 84 kg | Países Baixos · Ferry Greevink   | Irão Hadi Afshar             | Espanha · Rubén Montesinos          |

Feminino
| Evento        | Ouro                          | Prata                          | Bronze                               |
| Até 47 kg     | Turquia · Kadriye Selimoğlu   | Coreia do Sul Kim Soo-yang     | Venezuela · Dalia Contreras          |
| Até 47 kg     | Turquia · Kadriye Selimoğlu   | Coreia do Sul Kim Soo-yang     | China · Kong Fantao                  |
| Até 51 kg     | Coreia do Sul Lee Hye-young   | Espanha · Brigitte Yagüe       | Grécia · Magda Seirekidou            |
| Até 51 kg     | Coreia do Sul Lee Hye-young   | Espanha · Brigitte Yagüe       | Taipé Chinesa · Huang Chia-chin      |
| Até 55 kg     | Coreia do Sul Jung Jae-eun    | Espanha · Gemma Magría         | México · Paola Félix                 |
| Até 55 kg     | Coreia do Sul Jung Jae-eun    | Espanha · Gemma Magría         | Itália · Pamela Agostinelli          |
| Até 59 kg     | Coreia do Sul Jang Ji-won     | México · Iridia Salazar        | Turquia · Zeynep Murat               |
| Até 59 kg     | Coreia do Sul Jang Ji-won     | México · Iridia Salazar        | Espanha · Sonia Reyes                |
| Até 63 kg     | Coreia do Sul Kim Yeon-ji     | Espanha · Belén Fernández      | Brasil · Natália Falavigna           |
| Até 63 kg     | Coreia do Sul Kim Yeon-ji     | Espanha · Belén Fernández      | Marrocos · Mouna Benabderrassoul     |
| Até 67 kg     | Coreia do Sul Kim Hye-mi      | Taipé Chinesa · Chang Wan-chen | Noruega · Nina Solheim               |
| Até 67 kg     | Coreia do Sul Kim Hye-mi      | Taipé Chinesa · Chang Wan-chen | Espanha · Luisa Arnanz               |
| Até 72 kg     | Reino Unido · Sarah Stevenson | China · Chen Zhong             | Bielorrússia · Alesiya Charnyovskaya |
| Até 72 kg     | Reino Unido · Sarah Stevenson | China · Chen Zhong             | Grécia · Elisavet Mystakidou         |
| Mais de 72 kg | Coreia do Sul Sin Kyung-hyen  | Taipé Chinesa · Wang I-hsien   | Rússia · Maria Konyakhina            |
| Mais de 72 kg | Coreia do Sul Sin Kyung-hyen  | Taipé Chinesa · Wang I-hsien   | Bielorrússia · Mariya Zhuravskaya    |

## Quadro de medalhas
O quadro de medalhas foi publicado. 
| Ordem | País                 | Medalha de ouro | Medalha de prata | Medalha de bronze | Total |
| ----- | -------------------- | --------------- | ---------------- | ----------------- | ----- |
| 1     | Coreia do Sul        | 8               | 1                | 2                 | 11    |
| 2     | Turquia              | 2               | 0                | 3                 | 5     |
| 3     | França               | 1               | 1                | 0                 | 2     |
| 3     | Irão                 | 1               | 1                | 0                 | 2     |
| 3     | Estados Unidos       | 1               | 1                | 0                 | 2     |
| 6     | Azerbaijão           | 1               | 0                | 0                 | 1     |
| 6     | Reino Unido          | 1               | 0                | 0                 | 1     |
| 6     | Países Baixos        | 1               | 0                | 0                 | 1     |
| 9     | Espanha              | 0               | 3                | 6                 | 9     |
| 10    | Taipé Chinesa        | 0               | 3                | 1                 | 4     |
| 11    | México               | 0               | 1                | 2                 | 3     |
| 12    | China                | 0               | 1                | 1                 | 2     |
| 12    | Itália               | 0               | 1                | 1                 | 2     |
| 14    | Dinamarca            | 0               | 1                | 0                 | 1     |
| 14    | Egito                | 0               | 1                | 0                 | 1     |
| 14    | Uzbequistão          | 0               | 1                | 0                 | 1     |
| 17    | Grécia               | 0               | 0                | 3                 | 3     |
| 18    | Bielorrússia         | 0               | 0                | 2                 | 2     |
| 18    | Rússia               | 0               | 0                | 2                 | 2     |
| 20    | Brasil               | 0               | 0                | 1                 | 1     |
| 20    | Croácia              | 0               | 0                | 1                 | 1     |
| 20    | República Dominicana | 0               | 0                | 1                 | 1     |
| 20    | Japão                | 0               | 0                | 1                 | 1     |
| 20    | Marrocos             | 0               | 0                | 1                 | 1     |
| 20    | Noruega              | 0               | 0                | 1                 | 1     |
| 20    | Filipinas            | 0               | 0                | 1                 | 1     |
| 20    | Polónia              | 0               | 0                | 1                 | 1     |
| 20    | Venezuela            | 0               | 0                | 1                 | 1     |
| Total | Total                | 16              | 16               | 32                | 64    |